# App Store
App Store je obchod s aplikacemi a online distribuční služba provozovaná společností Apple, určena pro její zařízení s operačními systémy iOS, iPadOS, watchOS, tvOS a visionOS. Pro počítače se systémem macOS je pak určen Mac App Store.
App Store byl spuštěn 10. července 2008 po jeho prezentaci u příležitost představení iPhonu 3G. Už za prvních 24 hodin bylo z App Store staženo více než 1 milion aplikací. 
App Store je jediný oficiální způsob, jak může uživatel do mobilních zařízení Apple (iPhone, iPad, iPod Touch, Apple Watch a Apple Vision Pro) nainstalovat aplikace třetích stran. Tyto aplikace musí před publikováním v App Store nejdříve projít schvalovacím procesem Applu.
Výjimku představuje instalace vlastních podnikových aplikací, které může organizace nainstalovat pouze do svých zařízení i bez jejich publikování v obchodu App Store.  Dalším způsobem, který umožňuje nainstalovat aplikace do mobilních zařízení Apple, je provedení tzv. jailbreaku a následné využití například distribuční platformy Cydia. Uživatelé žijící v Evropské unii mají navíc od roku 2024 na základě Zákona EU o digitálních trzích (DSA) možnost instalovat aplikace do iPhonu a iPadu kromě App Storu také z alternativních obchodů s aplikacemi.
Podobný obchod Android Market otevřel Google na podzim téhož roku (2008), později jej sloučil do Google Play. Pro telefony s operačním systémem Android to však není exkluzivní způsob pro získávání aplikací.
App Store má uvítací obrazovku s proměnlivým obsahem, kde propaguje různě zaměřené aplikace a skupiny aplikací. Aplikace jsou rozděleny na hry a aplikace, dále je pak dělení na různé kategorie. Součástí je i Apple Arcade, nabídka her hrazená formou předplatného. Apple každoročně udílí ceny za kvalitu a inovativnost aplikací Apple Design Awards.

## Milníky
| Datum             | Počet aplikací | Počty stažení ke dni |
| ----------------- | -------------- | -------------------- |
| 11. červenec 2008 | 500            | 0                    |
| 14. červenec 2008 | 800            | 10 000 000           |
| 9. září 2008      | 3 000          | 100 000 000          |
| 16. ledna 2009    | 15 000         | 500 000 000          |
| 17. března 2009   | 25 000         | 800 000 000          |
| 24. dubna 2009    | 35 000         | 1 000 000 000        |
| 8. června 2009    | 50 000         | 1 000 000 000+       |
| 14. července 2009 | 50 000         | 1 500 000 000        |
| 28. září 2009     | 85 000         | 2 000 000 000        |
| 4. listopadu 2009 | 100 000        | 2 000 000 000+       |
| 5. ledna 2010     | 140 000+       | 3 000 000 000+       |
| 12. února 2010    | 150 000+       | 3 000 000 000+       |
| 7. června 2010    | 225 000+       | 5 000 000 000+       |
| 28. srpna 2010    | 250 000+       | 5 000 000 000+       |
| 1. září 2010      | 250 000+       | 6 500 000 000        |
| 20. října 2010    | 300 000        | 7 000 000 000        |
| 22. ledna 2011    | 350 000+       | 10 000 000 000+      |
| 7. června 2011    | 425 000+       | 15 000 000 000+      |
| 4. října 2011     | 500 000+       | 18 000 000 000+      |
| 2. března 2012    | 500 000+       | 25 000 000 000       |
| 11. června 2012   | 650 000+       | 30 000 000 000+      |
| 12. září 2012     | 700 000+       | 30 000 000 000+      |
| 7. ledna 2013     | 775 000+       | 40 000 000 000+      |
| 28. ledna 2013    | 800 000+       | 40 000 000 000+      |
| 24. dubna 2013    | 800 000+       | 45 000 000 000+      |
| 16. května 2013   | 850 000+       | 50 000 000 000+      |
| 10. června 2013   | 900 000+       | 50 000 000 000+      |
| 22. října 2013    | 1 000 000+     | 60 000 000 000+      |
| 2. června 2014    | 1 200 000+     | 75 000 000 000+      |
| 9. září 2014      | 1 300 000+     | 75 000 000 000+      |
| 8. ledna 2015     | 1 400 000+     | 75 000 000 000+      |
| 8. června 2015    | 1 500 000+     | 100 000 000 000+     |
| 13. června 2016   | 2 000 000+     | 130 000 000 000+     |
| 5. ledna 2017     | 2 200 000      | 130 000 000 000+     |